# 11821 Coleman
11821 Coleman è un asteroide della fascia principale. Scoperto nel 1981, presenta un'orbita caratterizzata da un semiasse maggiore pari a 3,0712769 au e da un'eccentricità di 0,0449461, inclinata di 9,60447° rispetto all'eclittica.